# 全针蔷薇
全针蔷薇（学名：Rosa persetosa）为蔷薇科蔷薇属下的一个种。

## 扩展阅读
- 維基物種上的相關：全针蔷薇